# MTV Europe Music Award pro nejlepšího Push umělce
Seznam výherců a nominovaných MTV Europe Music Awards v kategorii Nejlepší Push umělec.

## 2000 - 2009
| Rok  | Vítěz      | Nominovaní                                                                                           |
| ---- | ---------- | --- |
| 2009 | Pixie Lott | - Daniel Merriweather - Hockey - La Roux - Little Boots - Metro Station - The Veronicas - White Lies |

## 2010 - 2019
| Rok  | Vítěz               | Nominovaní |
| ---- | ------------------- | --- |
| 2010 | Justin Bieber       | - B.o.B - Alexandra Burke - Jason Derülo - The Drums - Hurts - Kesha - Mike Posner - Professor Green - Selena Gomez & the Scene                          |
| 2011 | Bruno Mars          | - Alexis Jordan - Big Time Rush - Jessie J - Katy B - Wiz Khalifa - Theophilus London - Neon Trees - LMFAO - Far East Movement                           |
| 2012 | Carly Rae Jepsenová | - Conor Maynard - Foster the People - Fun. - Gotye - Lana Del Rey - Mac Miller - Michael Kiwanuka - Of Monsters and Men - Rebecca Fergusonová - Rita Ora |